# Wümme
La Wümme est une rivière du nord de l'Allemagne, d'une longueur de 118 km qui est un affluent en rive gauche de la Lesum. Elle est donc un sous-affluent de la Weser.

## Source
- (de) Cet article est partiellement ou en totalité issu de l’article de Wikipédia en allemand intitulé « Wümme » (voir la liste des auteurs).